# بخش حرا
بخش حَرّا، یکی از بخش‌های شهرستان قشم در استان هرمزگان ایران است. مرکز این بخش، شهر طبل است.

## تقسیمات جغرافیایی
- بخش حرا
  - دهستان دولاب
  - دهستان سلخ

شهر: طبل

## جمعیت
بر پایه سرشماری عمومی نفوس و مسکن در سال ۱۳۹۵، جمعیت بخش حرا برابر با ۲۴٬۴۹۲ نفر بوده است.